# Slapy (okres Tábor)
Slapy (německy Slap) jsou obec v okrese Tábor v Jihočeském kraji. S městem Tábor je propojena MHD. Žije v ní 511 obyvatel.

## Historie
První písemná zmínka o obci pochází z roku 1379.

## Obyvatelstvo
| Rok            | 1869 | 1880 | 1890 | 1900 | 1910 | 1921 | 1930 | 1950 | 1961 | 1970 | 1980 | 1991 | 2001 | 2011 | 2021 |
| -------------- | ---- | ---- | ---- | ---- | ---- | ---- | ---- | ---- | ---- | ---- | ---- | ---- | ---- | ---- | ---- |
| Počet obyvatel | 344  | 365  | 359  | 363  | 320  | 315  | 330  | 238  | 314  | 333  | 390  | 396  | 421  | 458  | 496  |
| Počet domů     | 44   | 45   | 47   | 48   | 52   | 52   | 60   | 61   | 68   | 70   | 81   | 102  | 98   | 132  | 154  |

## Obecní správa
Mezi lety 1850–1889 patřily Slapy jako osada obce k Dražičkám v okrese Tábor. V letech 1890–1960 byly obcí. V letech 1960–1990 patřily jako část obce k Radimovicím u Želče a od 24. listopadu 1990 jsou opět samostatnou obcí.

### Části obce
- Hnojná Lhotka
- Slapy

### Obecní symboly
Znak a vlajka byly obci uděleny rozhodnutím předsedy Poslanecké sněmovny Parlamentu České republiky dne 15. dubna 2010.

## Doprava
Obec Slapy patří do Táborského integrovaného systému MHD.
V obci je zastávka elektrifikované tratě Tábor–Bechyně.

## Pamětihodnosti
- Měšťanský dům čp. 2
- Kaplička u rybníka

## Významní rodáci
V obci se 1. května 1897 narodil Václav Červenka, učitel, vlastivědný publicista a sběratel pověstí z Táborska, kronikář. V červnu 1942 byl v době nacistického teroru za heydrichiády zatčen ve škole v Soběslavi německou policií – gestapem a 16. června 1942 byl (ve skupině devíti odsouzených) popraven na táborském popravišti u kasáren.

## Další fotografie

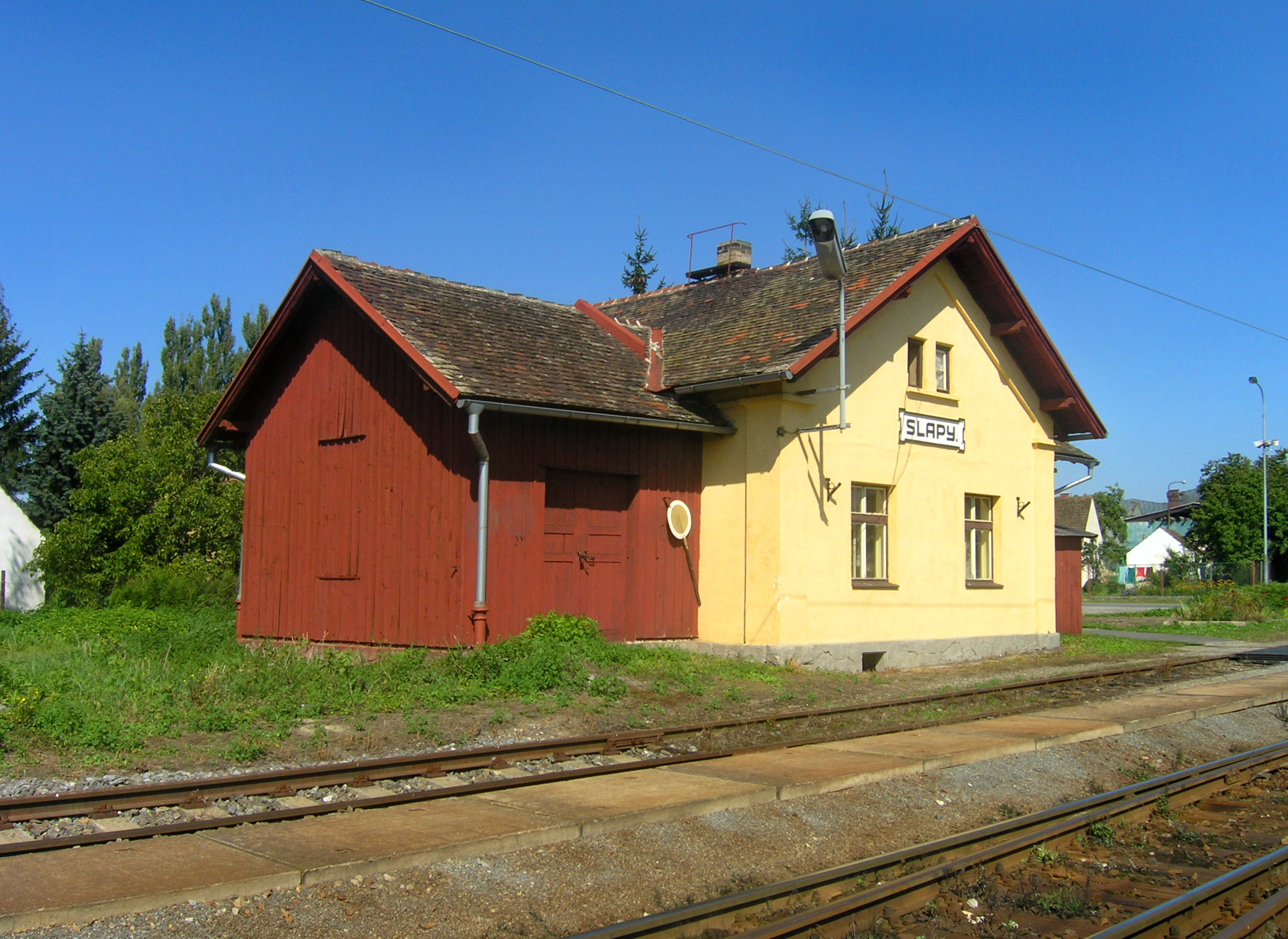
Železniční zastávka
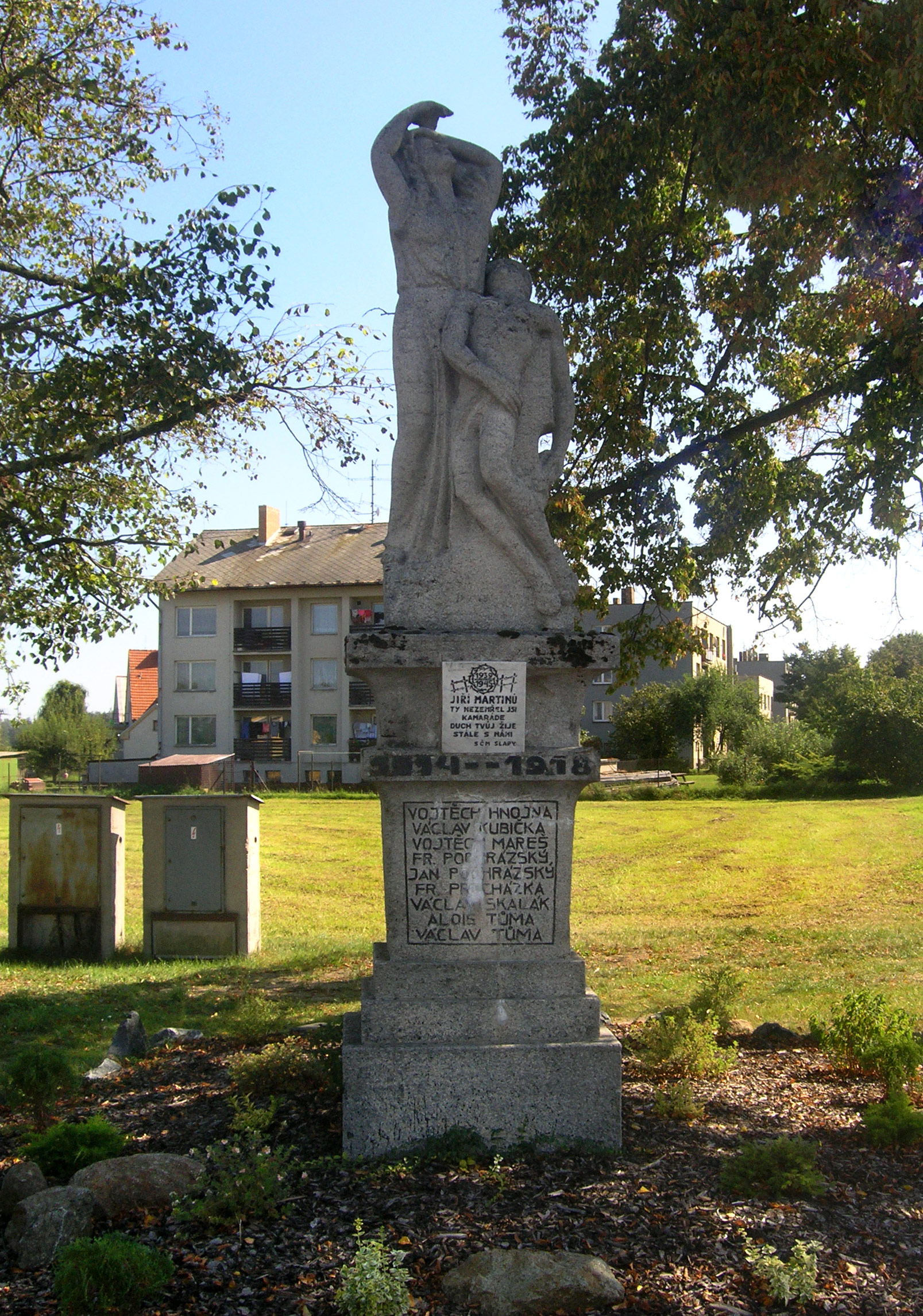
Památník na návsi
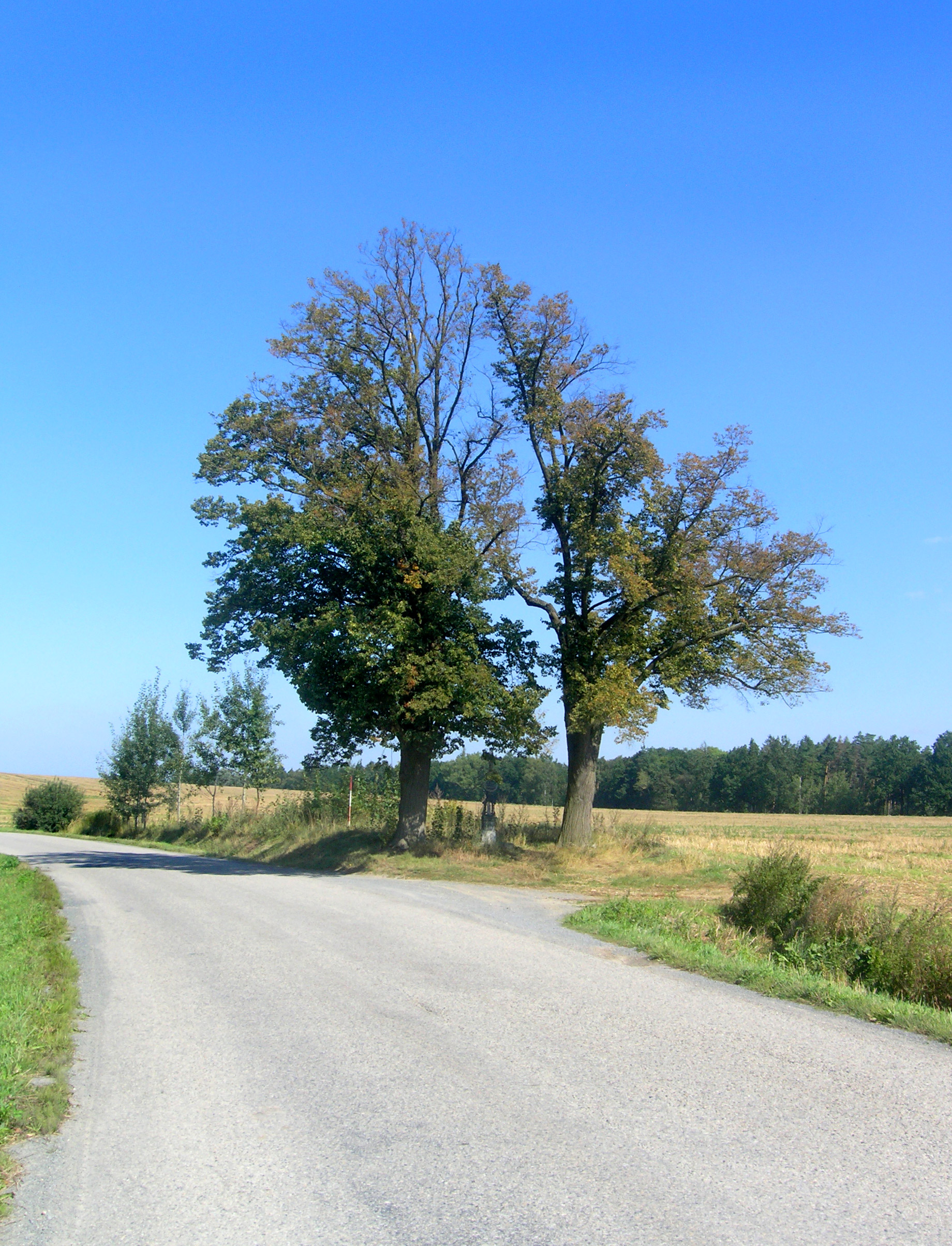
Lípy při silnici na Hnojnou Lhotku